# Samuel Kazimierz Szwykowski
Samuel Kazimierz Szwykowski (Szwejkowski) (ur. 1668, zm. 28/29 kwietnia 1752 w Gruszowie) – kanonik smoleński (od 1716) i krakowski (od 1726), opat oberski (od 1721), sekretarz królewski, łowczy nadworny litewski w latach 1706-1708.
Urodził się w litewskiej rodzinie szlacheckiej wyznania kalwińskiego. W 1678 został porwany z rodzeństwem przez matkę Teresę Cecylię, która konwertowała go na katolicyzm. Studiował na Akademii Wileńskiej.
W latach 1694–1696 jako członek orszaku królewny Teresy Kunegundy Sobieskiej podróżował po Niemczech i Niderlandach. W latach 1700–1703 zajmował się opieką i wychowaniem synów magnackich w czasie ich zagranicznych podróży po Europie, m.in. Pawła Karola Sanguszki oraz Jana Mikołaja, Mikołaja Faustyna i Michała Antoniego Radziwiłłów.
Od 1703 był rezydentem kanclerza wielkiego litewskiego Karola Stanisława Radziwiłła przy dworze królewskim, najpierw Augusta II, a od 1706 Stanisława Leszczyńskiego. Leszczyński uczynił go swoim sekretarzem oraz nadał mu tytuł łowczego nadwornego litewskiego, który Szwykowski w 1708 odsprzedał Antoniemu Karolowi Nowosielskiemu. W 1708 po odniesieniu ciężkiej rany w pojedynku z Janem Tarłą opuścił dwór królewski i udał się do Wilna. Przypuszczalnie w 1709, po śmierci żony i córki w wyniku zarazy, wstąpił do stanu duchownego.
W latach 1721–1723 ponownie uczestniczył w podróży zagranicznej jako wychowawca, tym razem Michała Kazimierza Radziwiłła. W 1733 poparł kandydaturę Stanisława Leszczyńskiego na tron polski i towarzyszył mu w trakcie oblężenia Gdańska w 1734.
Zmarł 28 lub 29 kwietnia 1752 w Gruszowie. Pochowany w katedrze wawelskiej.